# 宇宙海賊哈洛克
是一部由荒牧伸志製作的2013年日本3D CG動畫科幻電影。
2010年，東映動畫宣佈他們已經試驗以電腦圖學重製早期漫畫風格的電視劇，並將在當年的東京國際動畫博覽會中展示。隔年，他們在安錫國際動畫影展展示了宇宙海盜哈洛克的預覽版本。這是東映動畫第二部製作預算超過3000萬美元的作品。福井晴敏重建了故事情節以反映現代社會並由東映動畫提供最新的電影製作技術。在第70屆威尼斯國際電影節，一個英語旁白敘述的國際預告片被釋出，並在第33屆夏威夷國際電影節上放映。它在日本電影金像獎最佳動畫片獎中被提名，而後在2014年的3D創意藝術獎於 最佳國際3D - 動畫類 獲得了 Lumière 獎。

## 故事情節
這是個外星殖民發展殆盡的時代，人類勢力遍佈銀河各個角落，總人口衝破五千億。地球聯邦政府內的蓋亞議會刻意封印地球，不讓人類接近。為爭奪母星地球的居住權，各方勢力之間爆發一場星際大戰。戰爭英雄哈洛克戰後卻在宇宙戰艦艦首刻上巨大骷髏，以宇宙海盜之姿高舉反叛大旗，公然與地球聯邦政府對立。青年馬雅接獲政府密令，臥底潛入宇宙戰艦阿爾卡迪亞號，伺機暗殺哈洛克。然而，馬雅在擔任船員的過程中，逐漸被哈洛克所吸引，原本的殺意也開始動搖。阿爾卡迪亞號堪稱是窮途末路者的最後去處，在哈洛克的引領下，40位船員與聯邦政府的戰爭一觸即發...。

## 評價
電影獲得的評價褒貶不一。至2013年9月29日為止，該電影已在日本獲得 ¥437,326,416 日圓的票房收入。該電影亦為義大利有史以來最成功的日本電影之一，截至2014年1月為止賺入大約 $6,800,000 美元。電影製作人詹姆斯·卡梅隆也曾讚美這部電影的3D使用技巧。
這部電影在2014年1月18日由華納兄弟在洛杉磯舉辦的第五屆3D創意藝術獎中被公認為是最佳的國際動畫片，亦在第37回日本電影金像獎被提名為日本電影金像獎最佳動畫片獎候選。

## 外部連結
- 官方網站
- 互联网电影数据库（IMDb）上《Space Pirate Captain Harlock》的资料（英文）
- Space Pirate Captain Harlock在動畫新聞網百科全書中的資料（英文）